# First Times
"First Times" é uma canção gravada pelo músico inglês Ed Sheeran para o seu quinto trabalho de estúdio, = (2021), no qual foi posicionada como a terceira faixa do alinhamento. Foi co-composta por Sheeran, Johnny McDaid, e Fred again, enquanto a produção e arranjos ficavam sob responsabilidade dos primeiro e do último.
Aquando do lançamento inicial de = em Outubro de 2021, "First Times" conseguiu entrar nas tabelas músicas de vários países devido a um forte registo de downloads em plataformas digitais e enorme actividade de streaming em redes sociais.

## Créditos e pessoal
Os créditos seguintes foram adaptados do encarte do álbum = (2021):
| - Ed Sheeran — vocais, guitarra, produção e arranjos, composição, letras - Joe Rubel — programação de cordas - Johnny McDaid — produção e arranjos, composição, letras - Fred — produção e arranjos, baixo, piano, composição, letras - Parisi — cordas adicionais - Ashok Klouda — violoncelo - Tim Lowe — violoncelo - Victoria Harrild — violoncelo - Leon Bosch — contrabaixo - Matthew Sheeran — arranjo de cordas - Eoin Schmidt-Martin — viola - Laurie Anderson — viola - Rebecca Lowe — viola - Gary Pomeroy — viola | - Meghan Cassidy — viola - Ann Bielby — viola - Kirsty Mangan — violino - Kathy Gowers — violino - Thomas Gould — violino - Michael Jones — violino - Marije Johnston — violino - Jan Regulski — violino - Anna Blackmur — violino - Antonia Kesel — violino - Beatrix Lovejoy — violino - Warren Zielinksi — violino - Samantha Wickramasinghe — violino - Ciaran McCabe — violino | - Matthew Denton — violino - Martyn Jackson — violino - Hal Ritson — vocais adicionais, programação adicional, baixo - Richard Adlam — programação adicional - Sam Roman — guitarra - Stuart Hawkes — masterização - Mark "Spike" Stent — mistura - Joe Rubel — engenharia de cordas - Matt Glasbey — engenharia acústica - Matt Wolach — assistência de mistura - Kieran Beardmore — assistência de mistura - Charlie Holmes — assistência de mistura - Marta Di Nozzi — assistência de engenharia acústica - Neil Dawes — assistência de engenharia acústica |